# 1971 في الجزائر

فيما يلي قوائم الأحداث التي وقعت خلال عام 1971 في الجزائر.

## الحكم
- رئيس الجمهورية: هواري بومدين.
- رئيس الحكومة:

## الأحداث
24 فيفري – أعلن الرئيس الراحل هواري بومدين عن تأميم المحروقات.

الشعار الأول للجزائر (1971-1976)

– صدور الشعار الأول للجمهورية

## رياضة
– تأسيس دفاع تاجنانت نادي جزائري

## برامج ومسلسلات وأنمي
- فيلم «دورية نحو الشرق» إخراج: عمار العسكري إنتاج: الديوان الوطني للتجارة والصناعة السينماتوغرافية
- فيلم «العرق الأسود» إخراج: سيد علي مازيف إنتاج: الديوان الوطني للتجارة والصناعة السينماتوغرافية